# UFC 168
UFC 168: Weidman vs Silva 2 è stato un evento di arti marziali miste tenuto dalla Ultimate Fighting Championship il 28 dicembre 2013 all'MGM Grand Garden Arena di Las Vegas, Stati Uniti.

## Retroscena
L'avversaria di Ronda Rousey per il titolo dei pesi gallo avrebbe dovuto essere Cat Zingano, ma a causa di un infortunio ai legamenti venne sostituita da Miesha Tate.
L'evento avrebbe dovuto ospitare l'incontro di pesi massimi tra Shane del Rosario e Guto Inocente, ma entrambi gli atleti diedero forfait a causa di infortuni e a meno di tre settimane dall'evento Shane del Rosario morì a causa di un attacco cardiaco.
L'incontro tra Dennis Siver e Manny Gamburyan terminò con la vittoria di Siver per decisione unanime dei giudici di gara i quali assegnarono la vittoria al tedesco con il punteggio di 30-27, ma successivamente Siver risultò positivo all'utilizzo di gonadotropina corionica ed il risultato venne cambiato in "No Contest".
È tra gli eventi UFC ad aver venduto più di un milione di pay per view.

## Risultati
|                                                   | Divisione                  |                   |                 |                   | Metodo                                  | Round           | Tempo           | Premio          |
| Card principale                                   | Card principale            | Card principale   | Card principale | Card principale   | Card principale                         | Card principale | Card principale | Card principale |
| ------------------------------------------------- | -------------------------- | ----------------- | --------------- | ----------------- | --------------------------------------- | --------------- | --------------- | --------------- |
| Sfida valida per il titolo di campione indiscusso | Pesi Medi                  | Chris Weidman (c) | batte           | Anderson Silva    | KO Tecnico (infortunio)                 | 2               | 1:16            |                 |
| Sfida valida per il titolo di campione indiscusso | Pesi Gallo Femmine         | Ronda Rousey (c)  | batte           | Miesha Tate       | Sottomissione (armbar)                  | 3               | 0:58            | FOTN + SOTN     |
|                                                   | Pesi Massimi               | Travis Browne     | batte           | Josh Barnett      | KO (gomitate)                           | 1               | 1:00            | KOTN            |
|                                                   | Pesi Leggeri               | Jim Miller        | batte           | Fabrício Camões   | Sottomissione (armbar)                  | 1               | 3:42            |                 |
|                                                   | Catchweight (151,5 libbre) | Dustin Poirier    | batte           | Diego Brandão     | KO Tecnico (pugni)                      | 1               | 4:54            |                 |
| Card preliminare                                  |                            |                   |                 |                   |                                         |                 |                 |                 |
|                                                   | Pesi Medi                  | Uriah Hall        | batte           | Chris Leben       | KO Tecnico (ritiro)                     | 1               | 5:00            |                 |
|                                                   | Pesi Leggeri               | Michael Johnson   | batte           | Gleison Tibau     | KO (pugni)                              | 2               | 1:32            |                 |
|                                                   | Pesi Piuma                 | Dennis Siver      | NC              | Manny Gamburyan   | No Contest (doping)                     | 3               | 5:00            |                 |
|                                                   | Pesi Welter                | John Howard       | batte           | Siyar Bahadurzada | Decisione unanime (29-28, 29-28, 29-28) | 3               | 5:00            |                 |
|                                                   | Pesi Welter                | William Macario   | batte           | Bobby Voelker     | Decisione unanime (30-27, 30-27, 30-27) | 3               | 5:00            |                 |
|                                                   | Pesi Piuma                 | Robbie Peralta    | batte           | Estevan Payan     | KO (pugni)                              | 3               | 0:12            |                 |

## Premi
I lottatori premiati ricevettero un bonus di 75.000 dollari.
Legenda:
- FOTN: Fight of the Night (vengono premiati entrambi gli atleti per il miglior incontro dell'evento)
- KOTN: Knockout of the Night (viene premiato il vincitore per la migliore vittoria tramite KO dell'evento)
- SOTN: Submission of the Night (viene premiato il vincitore per la migliore vittoria tramite sottomissione dell'evento)

## Incontri annullati
|                                                   | Divisione          |                   |        |               | Motivo                               |
| ------------------------------------------------- | ------------------ | ----------------- | ------ | ------------- | ------------------------------------ |
| Sfida valida per il titolo di campione indiscusso | Pesi Gallo Femmine | Ronda Rousey (c)  | contro | Cat Zingano   | Zingano infortunata ai legamenti     |
|                                                   | Pesi Massimi       | Shane del Rosario | contro | Guto Inocente | Entrambi gli atleti si infortunarono |